# San Bassano
San Bassano är en ort och kommun i provinsen Cremona i regionen Lombardiet i Italien. Kommunen hade 2 212 invånare (2018).